# YOUHEEYEOL
《YOUHEEYEOL》은 대한민국의 음악 그룹 토이의 두 번째 정규앨범이다. 1집 활동 후 유희열은 해군에 입대했고, 윤정오는 미국 유학을 가게 되었으며 유희열이 제대하고 나서부터 토이는 그의 1인 솔로 프로젝트로 운영되기 시작했다.

## 수록곡
전체 작사·작곡: 유희열
| #             | 제목                                                                          | 편곡           | 재생 시간 |
| ------------- | ----------------------------------------------------------------------------- | -------------- | --------- |
| 1.            | 〈사랑, 집착&중독〉 (보컬: 김연우)                                            | 유희열         | 3:42      |
| 2.            | 〈내가 너의 곁에 잠시 살았다는 걸〉 (보컬: 김연우)                            | 유희열         | 5:09      |
| 3.            | 〈그럴때마다〉 (보컬: 윤종신, 이장우, 조규찬, 김연우, 조삼희, 김창원, 유희열) | 유희열         | 3:49      |
| 4.            | 〈슬픈이야기〉 (보컬: 이장우)                                                 | 유희열         | 5:00      |
| 5.            | 〈흑백사진〉 (보컬: 유희열)                                                   | 유희열         | 1:17      |
| 6.            | 〈23번째 생일〉 (보컬: 김연우)                                                | 유희열         | 5:48      |
| 7.            | 〈첫 Kiss〉 (보컬: 김연우)                                                    | 유희열         | 4:49      |
| 8.            | 〈어른들을 위한 동화〉 (보컬: 조삼희)                                         | 유희열, 최진우 | 3:44      |
| 9.            | 〈Billy's Bar〉 (보컬: 윤종신, 조원선)                                        | 유희열         | 3:19      |
| 10.           | 〈이사가던 날〉 (보컬: 유희열)                                                | 유희열         | 3:47      |
| 11.           | 〈취중독백〉 (보컬: 조규찬, Rap: 최진우/유희열)                               | 유희열         | 3:32      |
| 12.           | 〈그럴때마다 Part 2〉 (보컬: 유희열)                                          | 유희열         | 1:40      |
| 총 재생 시간: | 총 재생 시간:                                                                 | 총 재생 시간:  | 46:03     |

## 참여
이 목록은 해당 앨범의 부클릿 〈staff〉목록에서 발췌하였다.
| 토이 - 유희열 - 프로듀서, 보컬, 랩, 전자 피아노(1, 6, 8), 무그 베이스(1), 건반(3~6, 12), 멜로디혼(3), 코러스(3, 4, 8, 12), 피아노(5, 9), 풍금(5), 신스 기타(8), 피아노/리듬 프로그래밍(10), 스틸 기타(12) 스탭 - 여학연 - 이그제큐티브 프로듀서 - 김광호(킹 스튜디오) - 녹음 - 최권순(킹 스튜디오) - 믹싱 - 신주철(킹 스튜디오) - 마스터링 - 김광현, 정동인, 심인숙(한나기획) - 매니지먼트 - 전상일 - 아트 디렉터, 디자인, 컴퓨터 그래픽 - 김영호 - 사진 - 장대곤 - 찰흙 세트 제작 - 유지원 - 스타일리스트 | 참여 음악인 - 함춘호 - 전기 기타(1, 4, 6~8), 나일론 기타(2), 스틸 기타(10) - 최진우 - 전기기타(1), 리듬/보컬 샘플링(1), 드럼 프로그래밍(3), 드럼(8), 베이스 기타(8), 건반(8), 신시사이저 솔로(11) - 김헌국 - 트럼펫(1) - 김구이 - 트럼본(1) - 김원용 - 색소폰(1, 7) - 정원영 - 신시사이저 솔로(1), 오르간(1), 피아노(9) - 김연우 - 코러스(1, 7, 8) - 조동익 - 베이스 기타(2, 4, 6, 7), 플렛리스 베이스(10) - 김영석 - 드럼(2, 4, 6, 7, 10) - 박영용 - 타악기(2, 4, 6~8, 10) - 박용준 - 피아노(2, 6), 전자 피아노(7), 건반(10) - 윤종신 - 보컬 디렉터(2) - 이지연, 신혜영, 안신영 - 1st 바이올린(2, 6, 9) - 김명주, 박준영, 정자희 - 2nd 바이올린(2, 6, 9) - 박수정, 김은진 - 비올라(2, 6, 9) - 박정윤, 이수희 - 첼로(2, 6, 9) - 조규찬 - 코러스(4, 11) - 이지연 - 코러스(5) - 전성식 - 베이스 기타(9) - 임민수 - 드럼(9) |